# Söbbönstjärnen
Söbbönstjärnen är en sjö i Munkedals kommun i Bohuslän och ingår i Örekilsälvens huvudavrinningsområde.